# Раска
Ра́ска — село в Україні, в Пісківській селищній територіальній громаді Бучанського району Київській області. Населення становить 176 осіб.

## Історія
Населення складає 176 осіб. Село було засноване селянами-переселенцями з Польщі ймовірно на початку XVIII ст., коли для освоєння малозаселених поліських земель Київщини, польська шляхта заохочувала селян із Центральної Польщі колонізувати захід України і на Бородянщині було засновано декілька польських сіл.
У 1900р. про село було написано таке: хутір Ряска належить поміщику графу Йосипу Адамовичу Шембеку, у ньому дворів 30, жителів обох статей 238, із них чоловіків 125 та жінок 113. Головне заняття жителів— рубка дров у лісах та випалювання вугілля, і цей промисел дає прибутку— 600 руб. в рік. Жителі своєї землі не мають, а живуть на садибах, які орендують у поміщика.
18 листопада 1921 року під час Листопадового рейду через Раску проходила Подільська група (командувач Сергій Чорний) Армії Української Народної Республіки.
Село розросталось— за статистичними даними 1924р. у селі на цей час налічувалось 50 дворів і мешкало 320 чоловік. У їхньому володінні було 44,62 дес. землі, із них присадибної— 20,7 дес. та орної— 23,92 дес.
Поруч із Раскою існував хутір Мар'янівка. За шкільними відомостями у 1926р. у Расці налічувалось 164 дітей до 15 років, із них 149— із селянських родин і 15 дітей— з сімей робітників. Всі діти були за національністю поляками. На хуторі Мар'янівка було 62 дитини, з них тільки двоє з українців, решта теж з поляків.
У 1937р. більшовицька влада безпідставно репресувала 14 жителів села. Серед них 8 колгоспників, два робітники, службовець, кустар та два курсанти. Повернувся у село один Григорій Курята, який невдовзі помер. Уже в наш час всі вони були реабілітовані.
На території села до початку Великої Вітчизняної війни знаходився завод з видобування скла.
11 квітня 1943 року село було повністю спалене нацистами. Тоді загинуло 613 осіб, з яких 120— діти. Каральною операцією керував Оскар Валлізер, на той момент комендант Бородянської ортскомендатури. Після закінчення війни, він постав перед судом взимку 1946 року та був страчений через повішення. В документальному фільмі "Київський процес" (1946) Валлізер підтверджує, що це село було спалено з усіма його мешканцями за його злочинним наказом.

## Населення

### Мова
Розподіл населення за рідною мовою за даними перепису 2001 року:
| Мова            | Кількість | Відсоток |
| --------------- | --------- | -------- |
| українська      | 145       | 95.39%   |
| російська       | 5         | 3.29%    |
| білоруська      | 1         | 0.66%    |
| інші/не вказали | 1         | 0.66%    |
| Усього          | 152       | 100%     |